# Нежухівська сільська рада
Нежухівська сільська рада — орган місцевого самоврядування у Стрийському районі Львівської області. Адміністративний центр — село Нежухів.

## Загальні відомості
Водоймища на території, підпорядкованій даній раді: річка Нежухівка.

## Населені пункти
Сільській раді підпорядковані населені пункти:
- с. Нежухів
- с. Райлів
- с. Завадів
- с. Голобутів
- с. Ланівка

## Склад ради
Рада складається з 20 депутатів та голови.

### Керівний склад попередніх скликань
| ПІБ                      | Основні відомості                                                                                  | Дата обрання | Дата звільнення |
| ------------------------ | -------------------------------------------------------------------------------------------------- | ------------ | --------------- |
| Яхван Михайло Михайлович | Сільський голова, 1959 року народження, освіта вища, член Всеукраїнського об'єднання «Батьківщина» | 26.03.2006   | 31.10.2010      |
| Яхван Михайло Михайлович | Сільський голова, 1959 року народження, освіта вища, член Всеукраїнського об'єднання «Батьківщина» | 31.10.2010   |                 |

Примітка: таблиця складена за даними джерела